# Unione Sportiva Palermo 1989-1990
Questa voce raccoglie le informazioni riguardanti l'Unione Sportiva Palermo nelle competizioni ufficiali della stagione 1989-1990.

## Stagione
Da questa stagione Giovanni Ferrara è il presidente della società.
In Serie C1 il Palermo arriva quinto alla fine del campionato, a 3 punti dal secondo posto che avrebbe valso la promozione in Serie B.
In Coppa Italia la squadra viene eliminata al secondo turno dalla Roma.
Nella Coppa Italia di Serie C il club perde la seconda finale della propria storia contro la Lucchese: nel doppio confronto, l'andata in trasferta si conclude con una sconfitta per 2-1, mentre il ritorno in casa disputato il 30 maggio, nel giorno dell'inaugurazione per la riapertura dello stadio La Favorita, per il campionato del mondo 1990, vede il Palermo vincere per 1-0 per poi perdere dopo la lotteria dei calci di rigore (decisivo è stato l'errore di Donato Cancelli che si è fatto parare il tiro da Giampaolo Pinna).

## Divise e sponsor
La maglia era rosanero mentre i calzoncini erano esclusivamente neri.
Per quest'annata lo sponsor tecnico ufficiale è Hummel.

## Organigramma societario[2]
- Presidente: Giovanni Ferrara
- Amministratore delegato: Liborio Polizzi
- Direttore sportivo: Franco Peccenini
- Segretario generale: Silvio Palazzotto
- Allenatore: Franco Liguori

## Rosa
| N. |                   | Ruolo | Calciatore           |
| -- | ----------------- | ----- | -------------------- |
|    | Italia (bandiera) | P     | Massimo Bianchi      |
|    | Italia (bandiera) | P     | Giuseppe Lorusso     |
|    | Italia (bandiera) | D     | Pietro Assennato     |
|    | Italia (bandiera) | D     | Roberto Biffi        |
|    | Italia (bandiera) | D     | Fabrizio Bucciarelli |
|    | Italia (bandiera) | D     | Pietro De Sensi      |
|    | Italia (bandiera) | D     | Antonio Sassarini    |
|    | Italia (bandiera) | D     | Massimo Osmani       |
|    | Italia (bandiera) | C     | Giuseppe Accardi     |
|    | Italia (bandiera) | C     | Gaetano Auteri       |

| N. |                   | Ruolo | Calciatore          |
| -- | ----------------- | ----- | ------------------- |
|    | Italia (bandiera) | C     | Donato Cancelli     |
|    | Italia (bandiera) | C     | Rocco Cotroneo      |
|    | Italia (bandiera) | C     | Domenico Di Carlo   |
|    | Italia (bandiera) | C     | Massimiliano Favo   |
|    | Italia (bandiera) | C     | Gaetano Musella     |
|    | Italia (bandiera) | C     | Francesco Perna     |
|    | Italia (bandiera) | C     | Giampiero Pocetta   |
|    | Italia (bandiera) | A     | Pierpaolo Bresciani |
|    | Italia (bandiera) | A     | Sandro Cangini      |

Altri giocatori: Azzimonti

## Risultati

### Serie C1

#### Girone di andata
| 17 settembre 1989 1ª giornata | Palermo | 0 – 0 | Perugia |  |

| 24 settembre 1989 2ª giornata | Torres | 0 – 0 | Palermo |  |

| 1º ottobre 1989 3ª giornata | Brindisi | 1 – 0 | Palermo |  |

| 8 ottobre 1989 4ª giornata | Palermo | 0 – 0 | Taranto |  |

| 15 ottobre 1989 5ª giornata | Francavilla | 0 – 1 | Palermo |  |

| 22 ottobre 1989 6ª giornata | Palermo | 1 – 0 | Catania |  |

| 29 ottobre 1989 7ª giornata | Casarano | 0 – 0 | Palermo |  |

| 5 novembre 1989 8ª giornata | Palermo | 2 – 0 | Siracusa |  |

| 12 novembre 1989 9ª giornata | Campania Puteolana | 2 – 1 | Palermo |  |

| 19 novembre 1989 10ª giornata | Palermo | 2 – 0 | Ischia Isolaverde |  |

| 26 novembre 1989 11ª giornata | Palermo | 1 – 0 | Ternana |  |

| 3 dicembre 1989 12ª giornata | Sambenedettese | 0 – 1 | Palermo |  |

| 10 dicembre 1989 13ª giornata | Palermo | 0 – 0 | Giarre |  |

| 17 dicembre 1989 14ª giornata | Casertana | 1 – 1 | Palermo |  |

| 30 dicembre 1989 15ª giornata | Palermo | 1 – 2 | Salernitana |  |

| 7 gennaio 1990 16ª giornata | Monopoli | 0 – 0 | Palermo |  |

| 14 gennaio 1990 17ª giornata | Palermo | 1 – 1 | Fidelis Andria |  |

#### Girone di ritorno
| 28 gennaio 1990 18ª giornata | Perugia | 2 – 2 | Palermo |  |

| 4 febbraio 1990 19ª giornata | Palermo | 1 – 0 | Torres |  |

| 11 febbraio 1990 20ª giornata | Palermo | 0 – 0 | Brindisi |  |

| 18 febbraio 1990 21ª giornata | Taranto | 0 – 0 | Palermo |  |

| 4 marzo 1990 22ª giornata | Palermo | 2 – 0 | Francavilla |  |

| 11 marzo 1990 23ª giornata | Catania | 1 – 1 | Palermo |  |

| 18 marzo 1990 24ª giornata | Palermo | 4 – 1 | Casarano |  |

| 25 marzo 1990 25ª giornata | Siracusa | 1 – 1 | Palermo |  |

| 1º aprile 1990 26ª giornata | Palermo | 2 – 1 | Campania Puteolana |  |

| 8 aprile 1990 27ª giornata | Ischia Isolaverde | 1 – 2 | Palermo |  |

| 14 aprile 1990 28ª giornata | Ternana | 1 – 0 | Palermo |  |

| 29 aprile 1990 29ª giornata | Palermo | 3 – 2 | Sambenedettese |  |

| 6 maggio 1990 30ª giornata | Giarre | 1 – 0 | Palermo |  |

| 13 maggio 1990 31ª giornata | Palermo | 1 – 1 | Casertana |  |

| 20 maggio 1990 32ª giornata | Salernitana | 0 – 2 | Palermo |  |

| 27 maggio 1990 33ª giornata | Palermo | 1 – 0 | Monopoli |  |

| 3 giugno 1990 34ª giornata | Fidelis Andria | 0 – 0 | Palermo |  |

### Coppa Italia
| Pisa 23 agosto 1989 Primo turno              | Pisa                 | 1 – 1 (d.t.s.) (d.c.r.) | Palermo |  |
| \| \| \| \| \| \| Tiri di rigore 4 – 6 \| \| |                      |                         |         |  |
|                                              |                      |                         |         |  |
|                                              | Tiri di rigore 4 – 6 |                         |         |  |

| Terni 30 agosto 1989 Secondo turno                           | Roma      | 4 – 0 | Palermo |  |
| \| \| \| \| \| Völler Giannini Rizzitelli \| Marcatori \| \| |           |       |         |  |
|                                                              |           |       |         |  |
| Völler Giannini Rizzitelli                                   | Marcatori |       |         |  |

### Coppa Italia Serie C[3]
| Brindisi 29 novembre 1989 Sedicesimi di finale - Andata | Brindisi | 0 – 0 | Palermo |  |

| Trapani 13 dicembre 1989 Sedicesimi di finale - Ritorno | Palermo | 2 – 0 | Brindisi | Stadio Provinciale |

| Trapani 21 gennaio 1990 Ottavi di finale - Andata | Palermo | 3 – 1 | Fidelis Andria | Stadio Provinciale |

| Andria 7 febbraio 1990 Ottavi di finale - Ritorno | Fidelis Andria | 1 – 0 | Palermo |  |

| Trapani 22 febbraio 1990 Quarti di finale - Andata                                 | Palermo   | 2 – 1         | Catania | Stadio Provinciale |
| \| \| \| \| \| Accardi 17’ (rig.) 37’ Musella 33’ \| Marcatori \| 29’ D'Ottavio \| |           |               |         |                    |
|                                                                                    |           |               |         |                    |
| Accardi 17’ (rig.) 37’ Musella 33’                                                 | Marcatori | 29’ D'Ottavio |         |                    |

| Catania 15 marzo 1990 Quarti di finale - Ritorno                | Catania   | 1 – 1              | Palermo | Stadio Cibali |
| \| \| \| \| \| Marini 32’ \| Marcatori \| 74’ (aut.) Manieri \| |           |                    |         |               |
|                                                                 |           |                    |         |               |
| Marini 32’                                                      | Marcatori | 74’ (aut.) Manieri |         |               |

| Trapani 11 aprile 1990 Semifinale - Andata     | Palermo   | 1 – 0 referto | Salernitana | Stadio Provinciale |
| \| \| \| \| \| De Sensi 83’ \| Marcatori \| \| |           |               |             |                    |
|                                                |           |               |             |                    |
| De Sensi 83’                                   | Marcatori |               |             |                    |

| Salerno 25 aprile 1990 Semifinale - Ritorno                                                        | Salernitana | 2 – 2 (d.t.s.) referto            | Palermo | Stadio Donato Vestuti |
| \| \| \| \| \| Della Pietra 40’ Lucchetti 57’ \| Marcatori \| 79’ Cangini 105’ (rig.) Bresciani \| |             |                                   |         |                       |
| |             |                                   |         |                       |
| Della Pietra 40’ Lucchetti 57’                                                                     | Marcatori   | 79’ Cangini 105’ (rig.) Bresciani |         |                       |

| Arbitro: | Bettin (Padova) |

|                        |           |             |
| Simonetta 3’ Russo 33’ | Marcatori | 6’ De Sensi |

| Arbitro: | Bazzoli (Merano) |

|                                      |                      |                                                |
| Bresciani 63’                        | Marcatori            |                                                |
| Accardi Auteri Cancelli Cangini Favo | Tiri di rigore 4 – 5 | Donatelli Simonetta Di Stefano Monaco Pascucci |

## Statistiche

### Statistiche di squadra
|  |    | Classifica Serie C1 1989-1990 | Pt | G  | V  | N  | P | GF | GS |
|  | -- | ----------------------------- | -- | -- | -- | -- | - | -- | -- |
|  | 5. | Palermo                       | 43 | 34 | 14 | 15 | 5 | 34 | 19 |

### Statistiche dei giocatori[5]
Tra parentesi le presenze e le eventuali reti segnate
- Favo (34)
- Musella (33, 11)
- De Sensi (33, 3)
- Accardi (31, 5)
- Pocetta (31, 1)
- Di Carlo (31, 1)
- Bianchi (28, -15)
- Bucciarelli (28)
- Cancelli (28, 3)
- Biffi (28, 1)

- Cotroneo (27)
- Bresciani (26, 3)
- Cangini (24, 5)
- Auteri (21, 1)
- Sassarini (12)
- Pappalardo (6, 3)
- Perna (5)
- Assennato (2)
- Azzimonti (1)
- Osmani (1)